# Gunnel Sjödin
Gunnel Sjödin är en svensk före detta friidrottare (medeldistans). Hon tävlade för klubben Sollefteå GIF.